# Torpedo Hasselt
FC Torpedo Hasselt is een Belgische voetbalclub uit Hasselt. De club is bij de KBVB aangesloten met stamnummer 6803 en heeft rood en blauw als kleuren. De huidige club FC Torpedo Hasselt ontstond in 2005 uit de fusie van Hasselt VV en RKC Hasselt. De ploeg speelde zijn thuiswedstrijden op den Hawaï te Hasselt tot het in het seizoen 2009/10 verhuisde naar Martinus.

## Geschiedenis
In het begin van de jaren zestig speelden in de nationale bevorderingsreeksen de Hasseltse clubs Excelsior FC Hasselt (stamnummer 37, opgericht in 1908) en Hasseltse VV (stamnummer 65, opgericht in 1916). In 1963/64 besloten beide clubs samen te gaan om een grote Hasseltse club te vormen. De fusieclub werd Sporting Club Hasselt, dat met stamnummer 37 van Excelsior verder speelde.
Een aantal mensen van Hasseltse VV ("den Hai Wai") konden zich echter niet bij het verdwijnen van hun club neerleggen, en na 1964/65 scheurden ze zich af om weer hun eigen club op te richten. Het nieuwe Hasselt VV sloot zich aan bij de KBVB, waar men stamnummer 6803 kreeg toegekend. De ploeg trad zijn eerste seizoen aan in de reservencompetitie en speelde enkele vriendschappelijke matchen. De thuiswedstrijden werden afgewerkt op een plein aan de Kempische Steenweg. In 1966/67 ging men uiteindelijk van start in de laagste provinciale reeksen, toen Derde Provinciale in Limburg. In 1969 promoveerde men zelfs al een eerste maal naar Tweede Provinciale, al bleef het toen bij dat ene seizoen.
Door de uitbreiding van een school achter het voetbalveld, moest men verhuizen naar een nieuw terrein. Eerst ging men spelen aan de achterkant van het station van Runkst; in 1975 ging men spelen aan de Koning Boudewijnlaan. In 1980/81 haalde men nog eens een kampioenstitel. De club degradeerde echter opnieuw naar Derde. Een volgende titel in Derde Provinciale met bijhorende promotie behaalde men in 1989/90. In de jaren 80 werd bovendien een jeugdbestuur opgericht, en bracht de club ook jeugdploegen in competitie in de jeugdreeksen.
In de jaren 90 zakte men echter weg naar Vierde Provinciale, het allerlaagste niveau. In het begin van de 21ste eeuw ging de club enkele keren op en neer tussen Vierde en Derde Provinciale. In 2005 promoveerde men opnieuw naar Derde Provinciale.
Dat jaar ging Hasselt VV echter een fusie aan met RKC Hasselt. RKC Hasselt was een ploeg die in 1991 was ontstaan uit de fusie van RH Rapertingen met FC Camara. Deze ploeg speelde in Vierde Provinciale en was aangesloten bij de KBVB met stamnummer 7595. De fusieclub werd FC Torpedo Hasselt genoemd, en speelde verder met stamnummer 6803 van Hasselt VV. Stamnummer 7595 werd geschrapt.
In 2007 promoveerde Torpedo via de eindronde naar Tweede Provinciale. In de finalewedstrijd in eigen huis werd Stokkem VV verslagen met 1-0. Het eerste seizoen in Tweede Provinciale eindigde men al op de 5de plaats en een jaar later zou FC Torpedo het nog beter doen. Men werd derde en mocht naar de eindronde. Daar werd KVK Beringen, maar daarna verloor men van Weerstand Koersel, de latere winnaar van die eindronde. In 2009/10 deed de club het nog beter. Men werd op speeldag 27 kampioen in eigen huis door concurrent Eendracht Termien met 3-1 te verslaan en zo promoveerde men naar Eerste Provinciale.
Torpedo Hasselt haalde ook in Eerste Provinciale goede resultaten en haalde in zijn eerst seizoen meteen de eindronde, maar wist die niet te winnen. Torpedo kon zich handhaven in Eerste Provinciale, tot men in 2013 bij de laatste eindigde en na drie jaar weer naar Tweede Provinciale degradeerde. In 2014, na een seizoen in Tweede Provinciale, kon men via de eindronde alweer terugkeren in Eerste Provinciale.
Na een nieuwe degradatie kwam FC Torpedo Hasselt opnieuw in tweede provinciale terecht. Daar eindigde de club in het seizoen 2015-2016 na een troosteloos seizoen op een 8e plaats. De visie van de club veranderde, en de sportieve cel ging voluit de kaart van jonge talenten uit Hasselt en omgeving trekken. In het seizoen 2016-2017 leek FC Torpedo op weg de titel binnen te halen, maar na een absolute anti-climax werd uiteindelijk FC Park Houthalen kampioen. In de eindronde werd de club uit Hasselt al in ronde 1 uitgeschakeld door GS Bree-Beek.
Ook de start van het daaropvolgende seizoen verliep niet volgens plan. Na 19 speeldagen stond de club op een troosteloze 12e plaats. Na een schitterende remonte konden de Hasselaren zich op de slotspeeldag plaatsen na een overwinning in KMR Biesen plaatsen voor de eindronde. In die eindronde kon FC Torpedo zich na overwinningen tegen KFC Hamont en Thor Hasselt plaatsen voor de finale tegen Schoonbeek-Beverst. In eigen huis werd er gewonnen met 3-1. In Beverst werd het 1-2 en zo promoveerde de club naar eerste provinciale.
De club eindigt in de laatste 5 jaar altijd 3e of 4e in de hoogste provinciale voetbalreeks. 
FC Torpedo Hasselt is dus uitgegroeid tot een vaste waarde in eerste provinciale. Met meer dan 300 jeugdspelers en een provinciaal label doet ook de jeugdwerking het uitstekend.

## Resultaten
| Seizoen | Klasse | Klasse | Klasse | Klasse | Klasse | Klasse | Klasse | Klasse | Klasse | Reeks                                                    | Punten                                                   | Opmerkingen                                              |
|         | I      | I      | II     | III    | IV     | P.I    | P.II   | P.III  | P.IV   |                                                          |                                                          |                                                          |
| ------- | ------ | ------ | ------ | ------ | ------ | ------ | ------ | ------ | ------ | -------------------------------------------------------- | -------------------------------------------------------- | -------------------------------------------------------- |
| 2006/07 |        |        |        |        |        |        |        | 2      |        | Derde prov. Lim. B                                       | 62                                                       | Promotie afgedwongen in de eindronde                     |
| 2007/08 |        |        |        |        |        |        | 5      |        |        | Tweede prov. Lim. B                                      | 47                                                       |                                                          |
| 2008/09 |        |        |        |        |        |        | 3      |        |        | Tweede prov. Lim. B                                      | 55                                                       |                                                          |
| 2009/10 |        |        |        |        |        |        | 1      |        |        | Tweede prov. Lim. B                                      | 70                                                       |                                                          |
| 2010/11 |        |        |        |        |        | 4      |        |        |        | Eerste prov. Lim.                                        | 50                                                       |                                                          |
| 2011/12 |        |        |        |        |        | 6      |        |        |        | Eerste prov. Lim.                                        | 48                                                       |                                                          |
| 2012/13 |        |        |        |        |        | 15     |        |        |        | Eerste prov. Lim.                                        | 25                                                       | degradatie                                               |
| 2013/14 |        |        |        |        |        |        | 5      |        |        | Tweede prov. Lim. B                                      | 45                                                       | Promotie afgedwongen in de eindronde                     |
| 2014/15 |        |        |        |        |        | 14     |        |        |        | Eerste prov. Lim.                                        | 28                                                       | degradatie                                               |
| 2015/16 |        |        |        |        |        |        | 8      |        |        | Tweede prov. Lim. B                                      | 39                                                       |                                                          |
|         | 1A     | 1B     | 1Am    | 2Am    | 3Am    | P.I    | P.II   | P.III  | P.IV   | Vanaf 2016-17 zijn er 3 nationale en 2 regionale niveaus | Vanaf 2016-17 zijn er 3 nationale en 2 regionale niveaus | Vanaf 2016-17 zijn er 3 nationale en 2 regionale niveaus |
| 2016/17 |        |        |        |        |        |        | 3      |        |        | Tweede prov. Lim. B                                      | 65                                                       |                                                          |
| 2017/18 |        |        |        |        |        |        | 5      |        |        | Tweede prov. Lim. B                                      | 48                                                       | Promotie afgedwongen in de eindronde                     |
| 2018/19 |        |        |        |        |        | 4      |        |        |        | Eerste prov. Lim.                                        | 53                                                       |                                                          |
| 2019/20 |        |        |        |        |        | 4      |        |        |        | Eerste prov. Lim.                                        | 42                                                       | Competitie stilgelegd wegens Corona epidemie             |
| 2020/21 |        |        |        |        |        | -      |        |        |        | Eerste prov. Lim.                                        | -                                                        | Competitie geschrapt wegens Corona epidemie              |
| 2021/22 |        |        |        |        |        | 3      |        |        |        | Eerste prov. Lim.                                        | 56                                                       |                                                          |
| 2022/23 |        |        |        |        |        | 4      |        |        |        | Eerste prov. Lim.                                        | 54                                                       |                                                          |
| 2023/24 |        |        |        |        |        | 8      |        |        |        | Eerste prov. Lim.                                        | 45                                                       |                                                          |
| 2024/25 |        |        |        |        |        | 6      |        |        |        | Eerste prov. Lim.                                        | 43                                                       |                                                          |
| 2025/26 |        |        |        |        |        |        |        |        |        | Eerste prov. Lim.                                        |                                                          |                                                          |